# Franz Mayr (Mediziner)
Franz Mayr (* 4. Oktober 1814 in Uderns; † 3. August 1863 in Wien) war ein österreichischer Kinderarzt, kaiserlicher Leibarzt und Hochschullehrer.

## Leben
Mayr stammte aus einfachen Verhältnissen. Seine erste Schulbildung erhielt er auf der Dorfschule in Fügen in Tirol. Ab 1828 besuchte er das Innsbrucker Gymnasium. Anschließend ging er nach Wien, um an der Universität Wien Medizin zu studieren. Dort wurde er 1843 mit der Dissertation De principiis Medicinae diversis zum Dr. med. promoviert. Er wurde zunächst Assistenzarzt am Allgemeinen Krankenhaus der Stadt Wien. 1845 kam er, obwohl er zunächst Arzt auf dem Land werden wollte, als Sekundararzt an das Sankt-Josef-Kinderspital, an dem er bereits 1846 zum Primararzt aufstieg. Als ärztlicher Leiter der Anstalt bemühte er sich, die Situation des sich in der Krise befindenden Spitals zu verbessern. Der Bestand des Spitals konnte in dieser Zeit gesichert werden.
Mayr wurde 1858 zum Direktor des St. Anna Kinderspitals und zugleich zum Ordinarius der Pädiatrie an die Wiener Universität berufen. In derselben Zeit erhielt er die Ernennung zum Leibarzt der kaiserlichen Kinder Erzherzog Rudolf und Prinzessin Gisela. Ebenfalls 1858 war er Mitbegründer und Hauptredakteur des Jahrbuchs für Kinderheilkunde und physische Erziehung. Er wird zur Zweiten Wiener Medizinischen Schule gezählt und gilt als Begründer der klinischen Pädiatrik in Wien. Zu seinen Schülern zählt Hermann Widerhofer, zu seinen Freunden der Chemiker und Mediziner Franz von Schneider sowie der Arzt Norbert Pfretzschner.
Mayr wurde, nachdem er im Frühling 1862 mit der kaiserlichen Familie aus Venedig nach Wien zurückgekehrt war, von einer Lungenkrankheit befallen. Sein Gesundheitszustand verschlechterte sich schnell, sodass er sich aus dem öffentlichen Leben zurückzog und im Februar 1863 nach Görz ging, um sich unter den besseren klimatischen Bedingungen um Heilung zu bemühen. Im Mai 1863 kehrte er ohne Besserung nach Wien zurück, wo er im August starb. Kurz vor seinem Tod wurde er durch Kaiser Franz Joseph I. und dessen Kindern noch einmal besucht. Er wurde auf dem Hietzinger Friedhof beigesetzt.

## Werke (Auswahl)
- De principiis Medicinae diversis, Wien 1843.
- Anleitung zu einer naturgemäßen und verständigen Kindespflege: Als Leitfaden für den Unterricht im Dr. Biehler'schen Kindsfrauen-Bildungs-Institut, welches mit dem Kinderspitale zum heil. Joseph auf dem Schaumburgergrunde vebunden ist, Klopf, Wien 1849.
- Hermann Widerhofer u. a.: Ueber Syphilis haereditaria. Nach Beobachtungen, Artistische Anstalt, Wien 1862.